# Stenia tenellalis
Stenia tenellalis là một loài bướm đêm trong họ Crambidae.